# Ornithoprion hertwigi
Ornithoprion hertwigi es la única especie conocida del género Ornithoprion de condrictio eugeneodontiforme que vivió durante el Carbonífero hace 315,2 a 307 millones de años. Se caracterizan por tener una mandíbula inferior alargada.